# Andreas Faehlmann
Andreas Faehlmann (Vladivostok, 27 de junho de 1898 — Bremen, 10 de abril de 1943) foi um velejador estoniano, medalhista olímpico. Ele competiu nos Jogos Olímpicos de Verão de 1928 na classe 6 Metre e conquistou a medalha de bronze na disputa a bordo do Tutti V com Nikolai Vekšin, Georg Faehlmann, Eberhard Vogdt e William von Wirén. Ele começou a velejar em Petrogrado em 1917. A partir de 1933 trabalhou como projetista de aeronaves na empresa Focke-Wulf.